# Isabel Benjumea
Isabel Benjumea Benjumea, née le 5 septembre 1982 à Madrid, est une femme politique et entrepreneuse espagnole, membre du Parti populaire. Elle est députée européenne depuis 2019.

## Biographie
Isabel Benjumea est diplômé en droit et relations internationales de l'Université pontificale Comillas (ICADE) . 
EIle a passé ses premières années de carrière professionnelle à Washington DC, où elle a travaillé à la Banque Mondiale pour mettre en œuvre des de transparence et de responsabilité pour les gouvernements locaux en Amérique latine. Par la suite, elle a travaillé au service des relations internationales de la Fondation FAES.  
En 2011, elle lance son premier projet d'entreprise dans le secteur du tourisme, Greatness, qu'elle dirige jusqu'en 2017. En 2018, elle rejoint en tant que partenaire du cabinet de conseil stratégique IANUS Group. Actuellement, elle enseigne dans le degré d'entrepreneuriat de l'Université Francisco Marroquín de Madrid. 
Membre du Parti populaire (PP), elle devient membre du cabinet du président Pablo Casado en 2019 en tant que chef adjoint. Depuis juillet 2019, elle est députée européenne après avoir été candidate au 10e rang de la liste PP pour les élections au Parlement européen de mai 2019 en Espagne. Elle est vice-présidente de la commission du développement régional, Membre de la commission des affaires économiques et monétaires et de la délégation à la commission d'association parlementaire UE-Ukraine et de la délégation à l'Assemblée parlementaire Euronest. Elle est réélue en 2024.
Isabel Benjumea est cofondatrice du Floridablanca Network, un groupe de réflexion libéral-conservateur pour lequel elle a publié de nombreux articles dans la presse espagnole.